# Ovibos moschatus
El buey almizclero o buey almizclado (Ovibos moschatus; en inuktitut: ᐅᒥᖕᒪᒃ "umingmak"), también llamado toro almizclero, es una especie de mamífero artiodáctilo de la familia Bovidae. A pesar de su fuerte parecido externo con los bovinos (es un caso de convergencia evolutiva), los bueyes almizcleros pertenecen a la subfamilia Caprinae, la misma en la que se incluyen las cabras y ovejas. Esta curiosa naturaleza se manifiesta en el nombre científico del género, Ovibos, formado por composición a partir de las palabras latinas «ovis» («oveja») y «bos» («buey»). El apelativo almizclero proviene de una serie de glándulas secretoras que presentan los machos y funcionan durante la época de celo.

## Historia, distribución y conservación
Se cree que la especie pudo haber surgido hace aproximadamente un millón de años en las tundras de Asia Central, esparciéndose por el norte de Europa y luego por el norte de América al cruzar el Puente de Beringia hace unos 500.000 años, extinguiéndose en Europa y Asia al inicio del Holoceno.
Los fósiles más antiguos del género Ovibos del buey almizclero se encontraron en Alemania y datan de la glaciación de Elster. Estos bueyes almizcleros del Pleistoceno difieren de la forma actual por su mayor tamaño y otras características, por lo tanto, zoológicamente se clasifican como una especie aparte (Ovibos pallantis en contraste con Ovibos moschatus).
En períodos particularmente fríos, avanzaron hacia el sur y llegaron a Hungría, Inglaterra, Francia y el noroeste de España en los Picos de Europa.
Al final de la glaciación de Würm, las poblaciones euroasiáticas disminuyeron, posiblemente debido a la desaparición de las grandes estepas y las tundras secas. Estas fueron reemplazadas por tundras húmedas y bosques densos, un hábitat que no favorece mucho a los bueyes. Algunos grupos sobrevivieron al norte en la península de Taimyr, de donde desaparecieron hace solo unos 4000 años. La extinción del buey almizclero euroasiático coincide con la de los últimos mamuts en la isla de Wrangel en el norte de Siberia. En el norte de América del Norte y en el noreste de Groenlandia, por otro lado, los bueyes almizcleros lograron sobrevivir hasta la actualidad.
Históricamente, la especie disminuyó debido a la caza excesiva, pero se ha recuperado tras la aplicación de las normas de caza. La gestión a finales de 1900 consistía principalmente en cuotas de caza conservadoras para fomentar la recuperación y la recolonización de hábitats históricos. 
A pesar de que sigue siendo objetivo de los cazadores, la especie goza actualmente de buena salud y sus poblaciones están en proceso de expansión. Se estima que la población mundial está entre 80 000 y 125 000 ejemplares, estimándose que hay 68 788 viviendo en la isla de Banks. En tiempos recientes, la población introducida en Noruega ha llegado a rebasar la frontera con Suecia.

### Reintroducciones en Eurasia

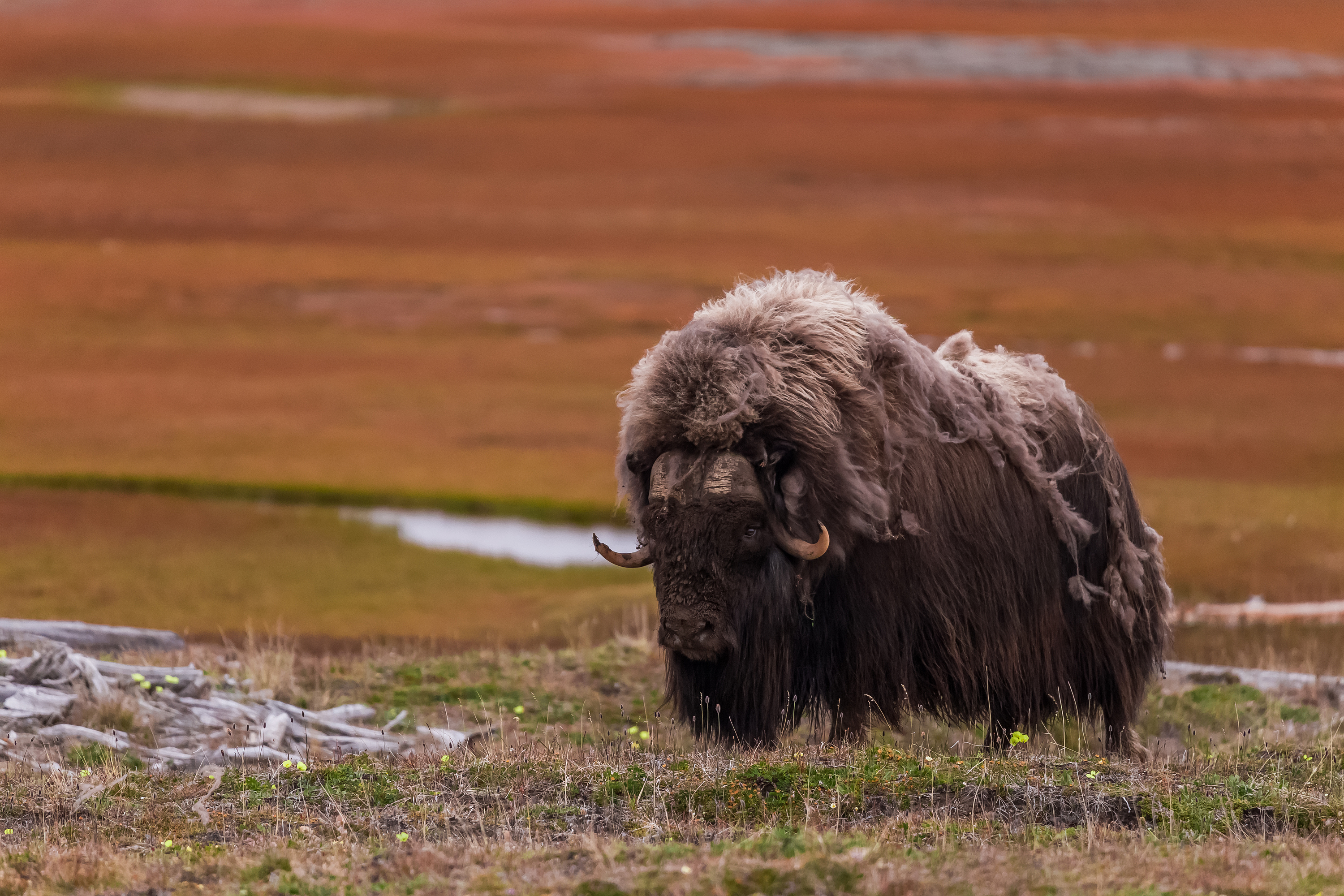
Buey en la isla Bolshói Bégichev.

La especie fue reintroducida desde la isla de Banks a Dovrefjell, Noruega en 1932, pero fueron diezmados por la cacería durante la Segunda Guerra Mundial. Fue reintroducido en Noruega en 1947; esta población se expandió a Härjedalen, Suecia, en 1971. Se introdujo en Svalbard entre 1925 y 1929, pero esta población desapareció en la década de 1970. También se introdujeron en Islandia alrededor de 1930, pero no sobrevivieron. En Rusia, los animales importados de Banks y Nunivak fueron liberados en la península de Taimyr en 1974 y 1975, y algunos de Nunivak fueron liberados en la isla de Wrangel en 1975. Ambos lugares están al norte del círculo polar ártico. En la actualidad, la población de la isla Wrangel es de aproximadamente 1100, y la de la península de Taimyr se estima en 11-14 mil. Unas pocas manadas de bueyes almizcleros emigraron desde Taimyr hacia el sur hasta la meseta de Putorana. Una vez establecidas, estas poblaciones se han utilizado, a su vez, como fuentes para nuevas reintroducciones en Siberia entre 1996 y 2010. Una de las últimas de estas acciones fue la liberación de seis animales dentro del área del proyecto "Parque Pleistoceno" alrededor del río Kolimá en 2010, donde un equipo de científicos rusos dirigido por Serguéi Zimov pretende demostrar que el buey almizclero, junto con otras criaturas de la megafauna del Pleistoceno que sobrevivieron hasta el Holoceno temprano en el norte de Siberia, no desaparecieron de la región debido al cambio climático, sino debido a la caza humana.

### Introducciones en Norteamérica

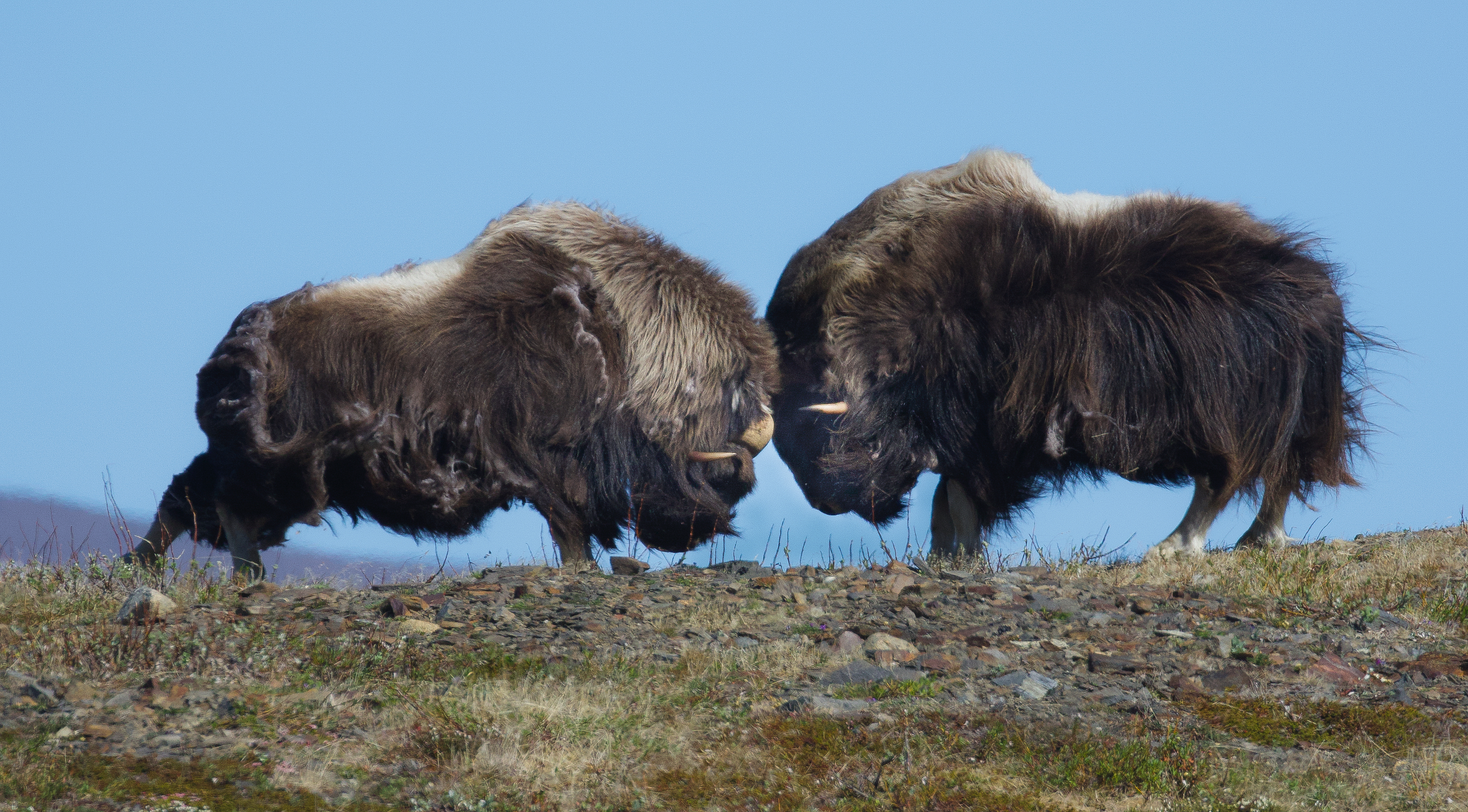
Machos luchando.

Nunca se han encontrado restos antiguos de buey almizclero al este de Canadá, a pesar de que las condiciones ecológicas de esta región son adecuadas para la especie. En 1967, 14 animales fueron capturados cerca de Eureka, en la isla de Ellesmere por el Instituto de Investigación Agrícola del Norte (INAR) y llevados a una granja en Old Fort Chimo Kuujjuaq, al norte de Quebec, para su domesticación y proporcionar una industria artesanal local basada en qiviut, un tipo de lana ligera. Aunque los animales prosperaron y la industria de qiviut mostró un éxito temprano con la formación de tejedores inuit y la comercialización de sus productos, pronto quedó claro que el gobierno local nunca había tenido la intención de que los bueyes almizcleros fueran domésticos, sino que había utilizado el INAR para capturar bueyes almizcleros y proporcionar una población salvaje para la caza. Los funcionarios del gobierno exigieron que el INAR abandonara Quebec y cerrara la granja. Posteriormente, 54 animales de la granja fueron liberados en tres lugares del norte de Quebec entre 1973 y 1983, los individuos restantes fueron cedidos a zoológicos y reservas locales. Entre 1983 y 1986, los animales liberados aumentaron de 148 a 290, a una tasa del 25 % por año, y para 2003, se estimaba que había 1400 bueyes almizcleros en Quebec. Además, en 2005 se contaron 112 adultos y 25 terneros en la cercana Isla Diana, a la que llegaron por sus propios medios desde el continente. A veces se ven adultos divagantes en Labrador, aunque no se han observado rebaños silvestres en la región.
En tiempos recientes, los bueyes almizcleros estaban restringidos a las áreas árticas del norte de Canadá, Groenlandia y Alaska. La población de Alaska fue aniquilada a finales del siglo XIX o principios del XX. Su agotamiento se ha atribuido a la caza excesiva, pero puede haber contribuido un cambio adverso en el clima. Sin embargo, los bueyes almizcleros han sido reintroducidos en Alaska desde entonces. El Servicio de Pesca y Vida Silvestre de los Estados Unidos introdujo el buey almizclero en la isla Nunivak en 1935 para apoyar la vida de subsistencia. Otras poblaciones reintroducidas se encuentran en el Refugio Nacional de Vida Silvestre del Ártico, Reserva Nacional Bering Land Bridge, el Parque Nacional Ivvavik de Yukón, un centro de conservación de vida silvestre en Anchorage, Parque Nacional Aulavik en los Territorios del Noroeste, Refugio Nacional de Vida Silvestre Kanuti, Parque nacional y reserva Puertas del Ártico y Whitehorse, reserva de vida silvestre de Yukón.
Ha habido al menos dos intentos de domesticación. En la década de 1950, un investigador y aventurero estadounidense pudo capturar terneros de buey almizclero en el norte de Canadá para reubicarlos en una propiedad que preparó en Vermont. Una condición impuesta por el gobierno canadiense fue que no se le permitió matar a los adultos que defendían a sus crías. Cuando las redes y las cuerdas resultaron inútiles, él y su tripulación llevaron a grupos familiares a aguas abiertas, donde las crías se separaron con éxito de los adultos. Una vez transportados por avión a Montreal y desde allí en camiones a Vermont, los animales jóvenes se habituaron a las condiciones templadas. Aunque los terneros prosperaron y crecieron hasta la edad adulta, los problemas de resistencia a parásitos y enfermedades afectaron el éxito general del esfuerzo. El rebaño sobreviviente finalmente fue trasladado a una granja en Palmer, Alaska, donde ha tenido éxito desde mediados de la década de 1950.

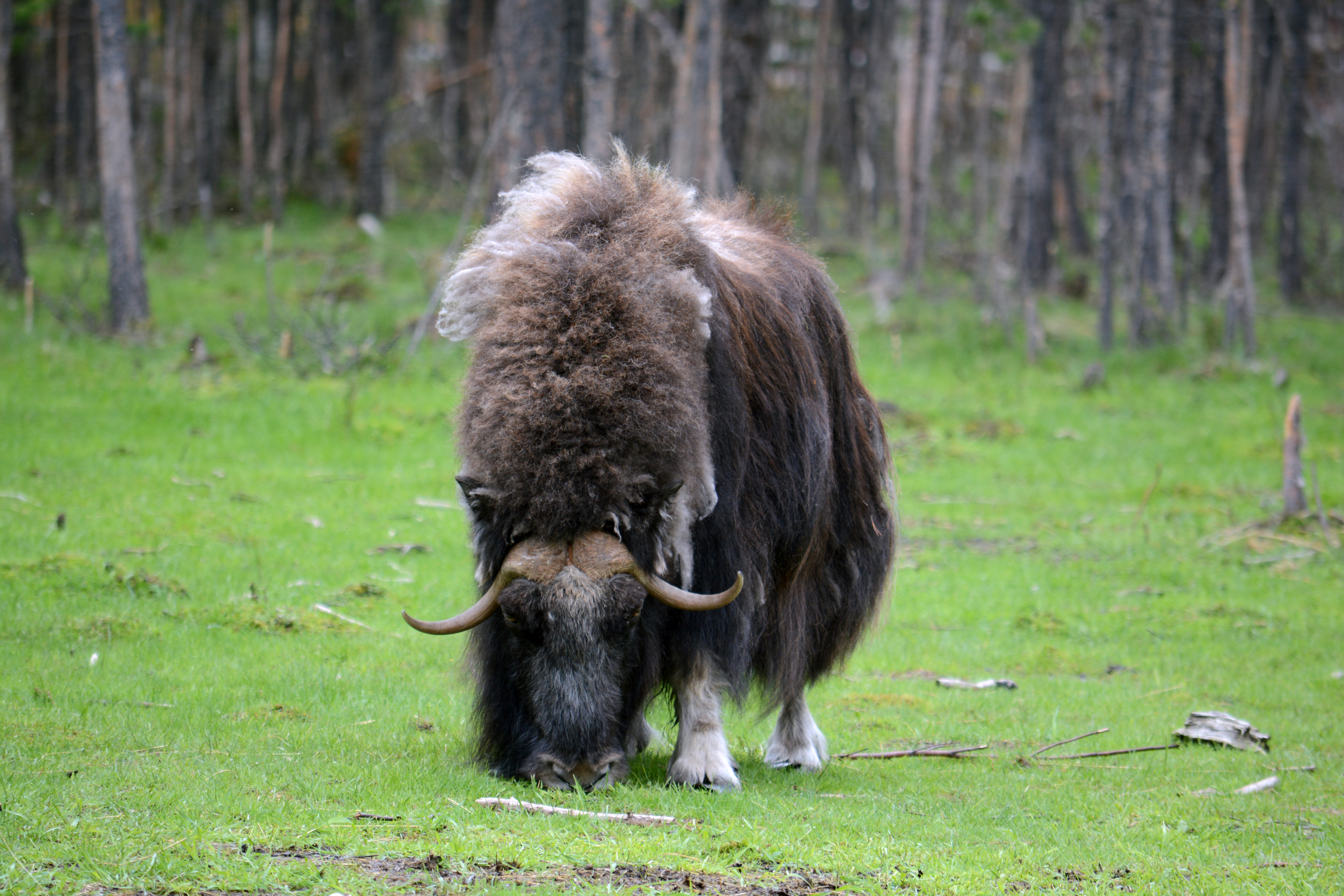
Buey pastando.

En Groenlandia no existen grandes amenazas, aunque las poblaciones suelen ser pequeñas y dispersas, lo que las hace vulnerables a las fluctuaciones climáticas locales. La mayoría de las poblaciones se encuentran dentro de los parques nacionales, donde están protegidas de la caza. El buey almizclero se encuentra en cuatro de las áreas protegidas de Groenlandia, con poblaciones nativas en el Parque nacional del noreste de Groenlandia y poblaciones introducidas en la Reserva Natural de Arnangarnup Qoorua y en las Reservas de Caribú de Kangerlussuaq y Maniitsoq. Dentro de estas áreas, los bueyes almizcleros reciben protección total.

## Características
Puede alcanzar hasta 2,3 metros de longitud y 1,5 de altura en la cruz, el promedio de peso en esta especie es de 180 kg a 410 kg. El cuerpo es robusto y compacto, y las patas, cola y orejas, de escasa longitud. Está recubierto de una capa doble de pelo formado por un pelaje interno, más denso y corto, y otro externo, largo, lanoso y de color castaño oscuro, que le llega hasta la mitad de las patas y se muda poco antes de que comience el invierno. Todo esto le ayuda a hacer frente a los fríos polares típicos de la tundra, de donde es originario. El promedio de vida de los ejemplares adultos son de 12 a 25 años. Los cuernos están presentes en ambos sexos, aunque en el caso de las hembras están menos desarrollados; tienen sus bases, de aspecto aplastado, en el centro del cráneo y se curvan sobre sí mismas en los extremos, de forma vagamente similar a los del búfalo cafre africano.
Otro rasgo característico de los bueyes almizcleros son sus prominentes ojos. Como indica Barry López "Los grandes ojos, que se proyectan fuera del cráneo para salvar el grueso pelaje y ampliar el campo lateral de visión, se hallan magníficamente bien adaptados. Una doble retina intensifica las imágenes en la oscuridad y bajo la escasa luz invernal y la pupila, una hendidura horizontal, puede cerrarse por completo para evitar la ceguera que puede provocar el resplandor de la nieve (...) La pupila también está densamente surcada de corpora nigra, que protegen la retina contra el resplandor del cielo, por arriba, y de la nieve y el hielo del suelo, por abajo."

## Comportamiento
Los bueyes almizcleros son animales sociales que forman manadas mixtas de entre 10 y 100 individuos durante todo el año, siendo más grandes en invierno.
Destacan entre los rumiantes por la cantidad de contactos corporales que mantienen, pues incluso cuando huyen se alejan galopando hombro contra hombro y flanco contra flanco.

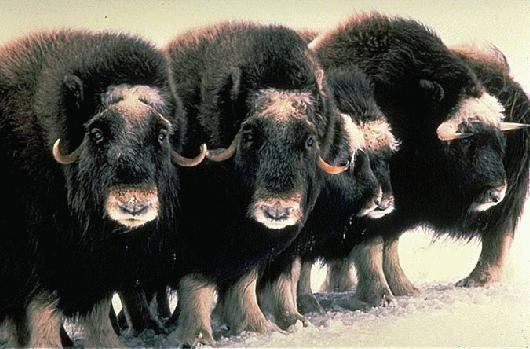
Grupo de bueyes almizcleros en su posición típica de defensa.

Hacia mediados de agosto, los machos compiten entre sí por el derecho a la reproducción. Los combates entre machos consisten en embestidas chocando cornamentas simultáneamente, arrancando desde unos veinte metros atrás. Un 10 % de las muertes de los machos son debidas a estos enfrentamientos.
Las hembras con las que se apareen darán a luz una única cría 9 meses más tarde, al principio del verano ártico del año siguiente. Si son hembras alcanzarán la madurez sexual a los dos años, pero si son machos tardarán cinco años. Los bueyes almizcleros son unos grandes amantes de sus pequeños y reaccionan protegiéndolos con gran agresividad del ataque de sus principales depredadores (aparte del hombre), los lobos. Cuando estos atacan, los animales adultos adquieren una formación en círculo, con los cuernos hacia fuera, mientras los individuos jóvenes se protegen en su interior. El círculo va rotando poco a poco con el fin de que no sean siempre los mismos ejemplares quienes hagan frente al acoso de los atacantes.

## Química de las secreciones glandulares
La secreción de la glándula preorbitaria del buey almizclero tiene un olor "ligero, dulzón, etéreo". El análisis del extracto de secreción de la glándula preorbitaria mostró la presencia de colesterol (que no es volátil), benzaldehído, una serie de γ-lactonas saturadas de cadena lineal que van desde C8 H14 O2 a C12 H22 O2 (con C10 H18 O2 siendo la más abundante), y probablemente la γ-lactona monoinsaturada C12 H20 O2. La serie saturada de γ-lactona tiene un olor similar al de la secreción.
El olor de los machos dominantes en celo se describe como "fuerte" y "rugoso". Se deriva de las glándulas de Tyson y se distribuye sobre la piel del abdomen a través de la orina. El análisis del extracto de lavados del prepucio reveló la presencia de ácido benzoico y p -cresol, junto con una serie de hidrocarburos saturados de cadena lineal de C22 H46 a C32 H66 (siendo el C24 H50 el más abundante).

## Galería

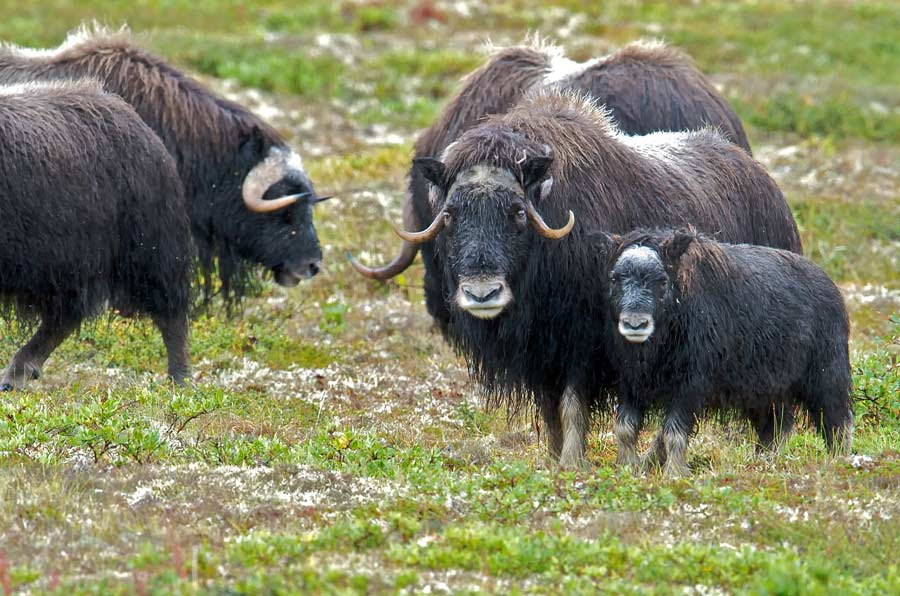
Hembra con cría.
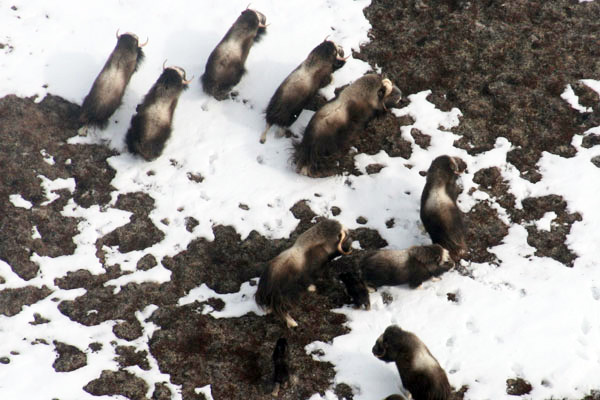
Manada en Alaska.
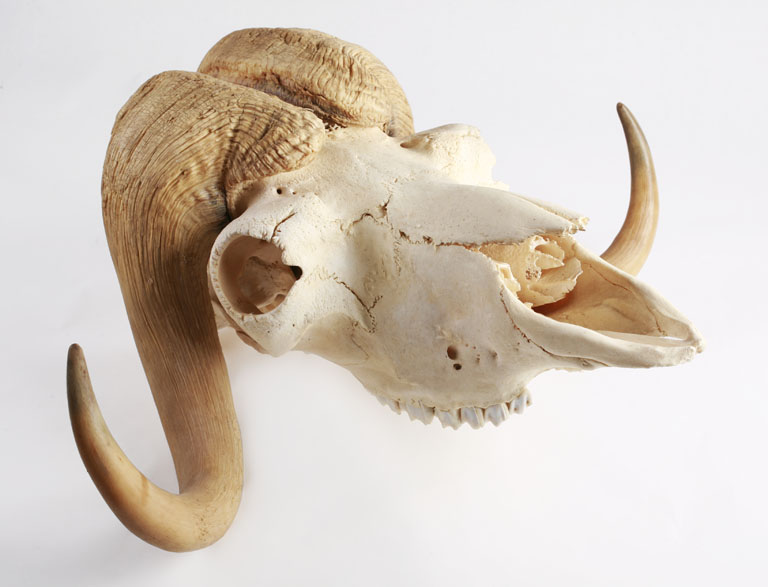
Cráneo en el Museo de los Niños de Indianápolis.
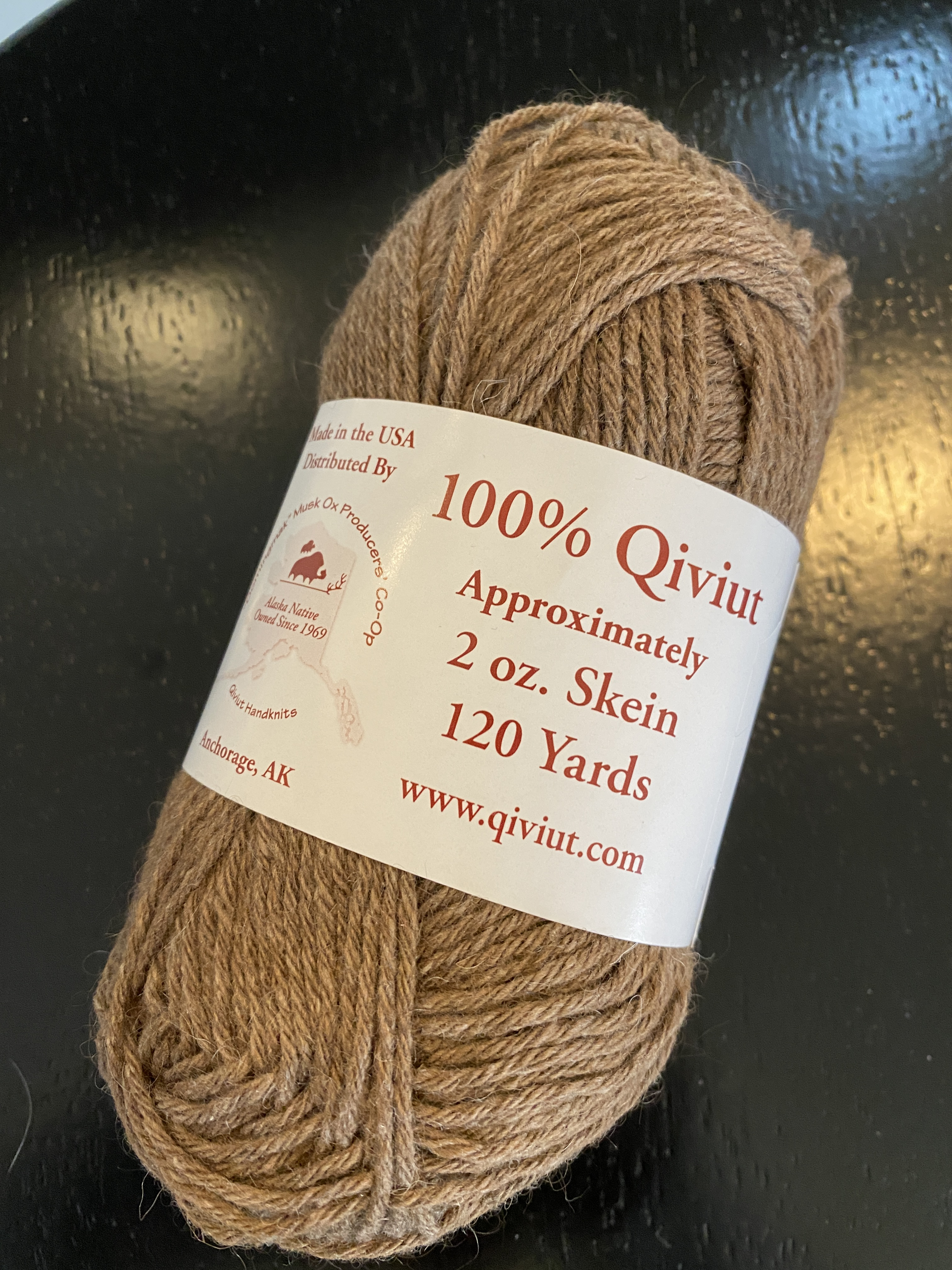
Ovillo de qiviut.
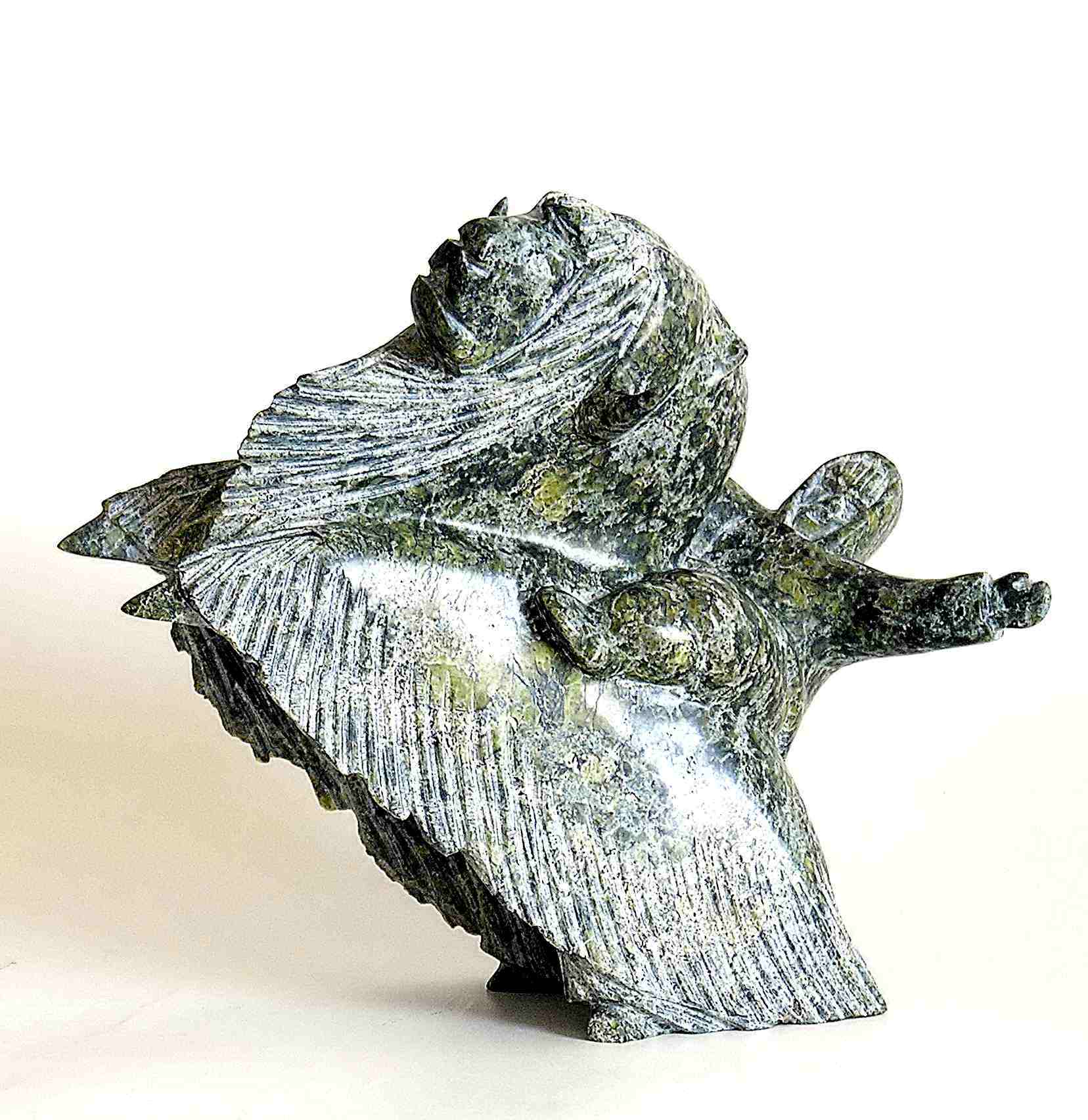
Figura tallada de iniuit montando un buey.
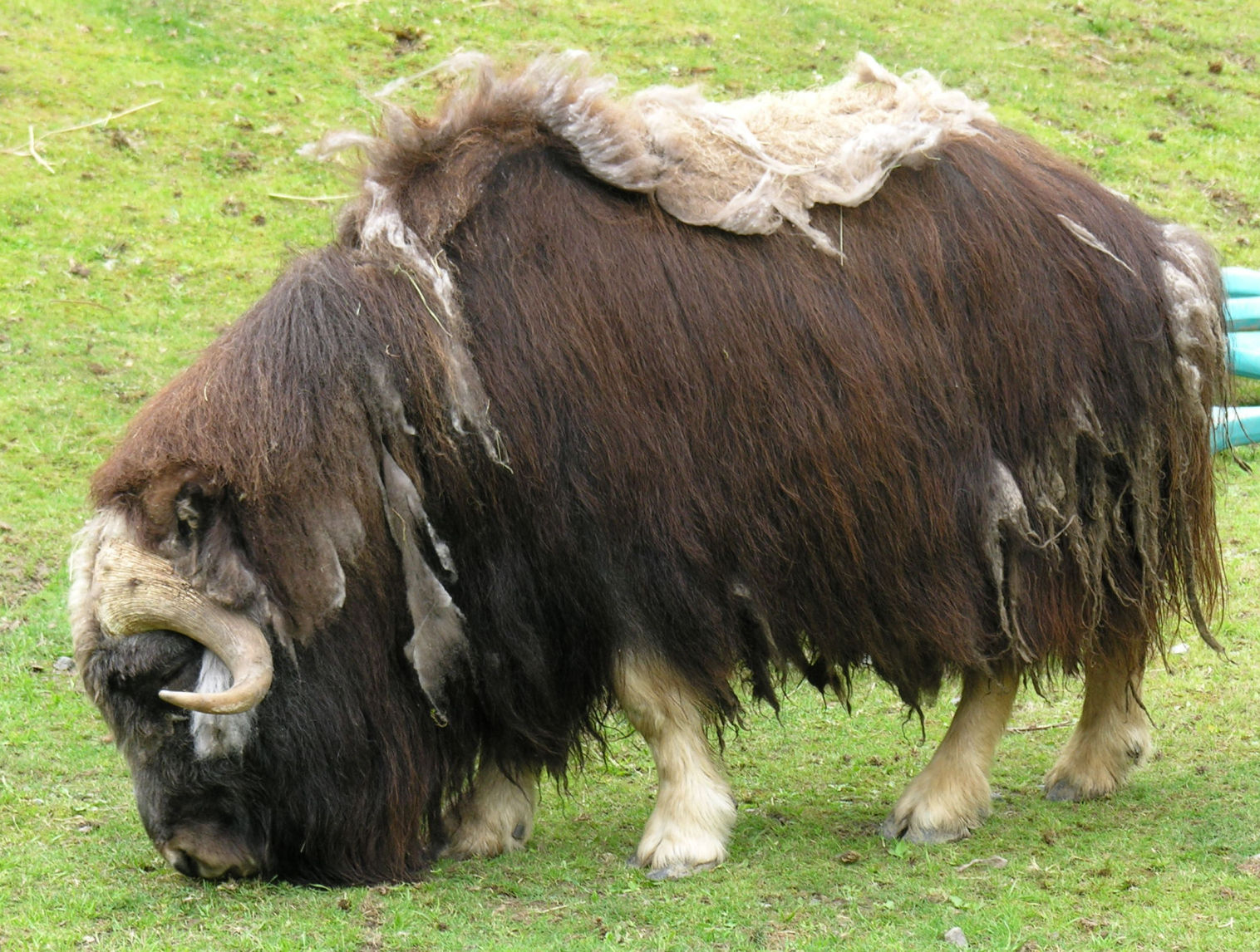
Buey mudando de pelaje.
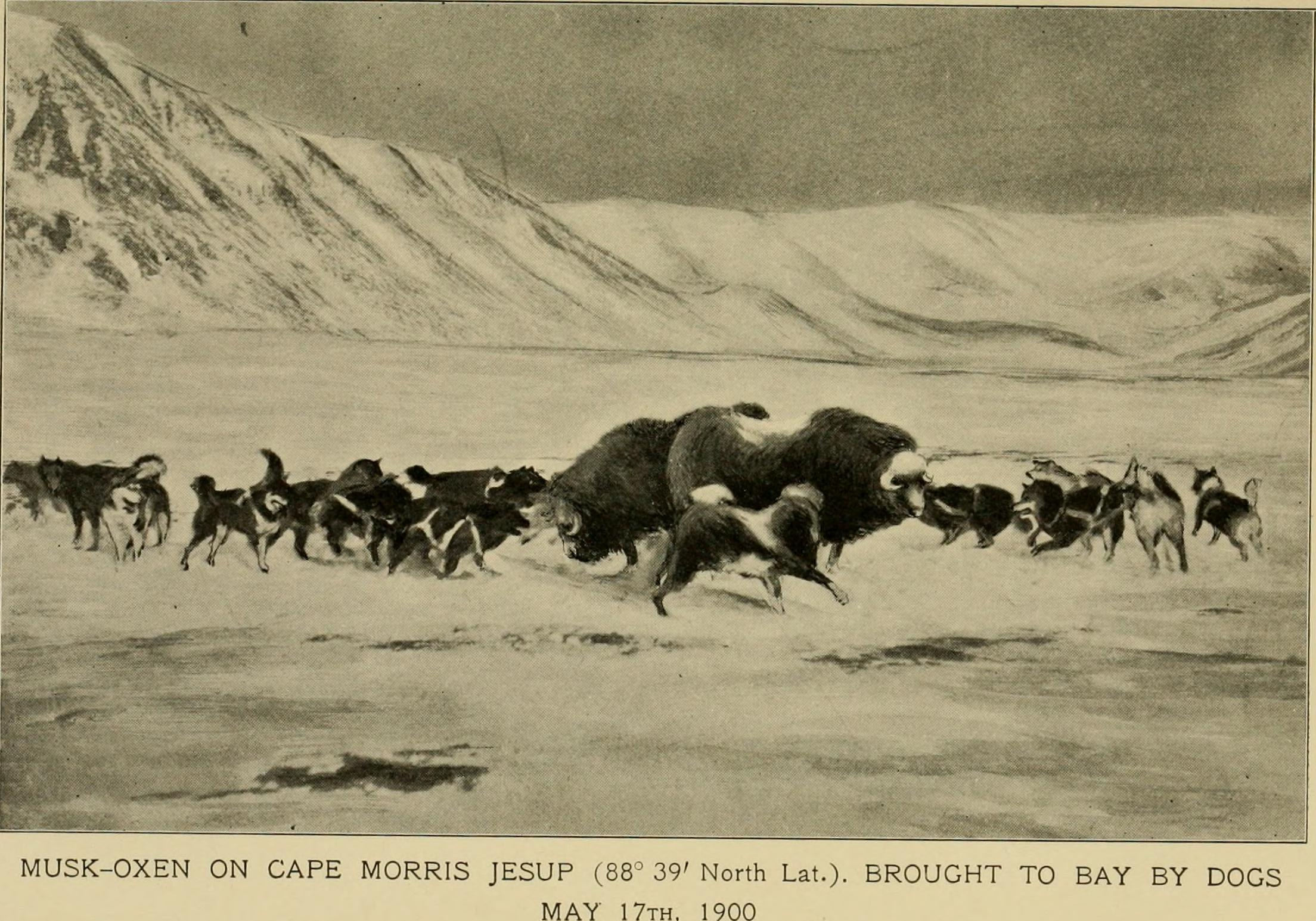
Ilustración de cacería en el Cabo Morris Jesup, 1900.
Escudo del municipio de Dovre, Noruega.